# Caphornia xanthostola
Caphornia xanthostola är en fjärilsart som beskrevs av Paul Mabille 1885. Caphornia xanthostola ingår i släktet Caphornia och familjen nattflyn. Inga underarter finns listade i Catalogue of Life.